# Luca Szűcs
Luca Szűcs (ur. 20 września 2002) – węgierska szablistka, dwukrotna medalistka mistrzostw świata.
Podczas mistrzostw świata w Kairze w 2022 roku Węgierki w składzie: Sugár Katinka Battai, Renáta Katona, Liza Pusztai i Luca Szűcs zdobyły złoty medal w zawodach drużynowych. Wynik ten powtórzyła na mistrzostwach świata w Mediolanie rok później.
Ponadto zdobyła drużynowo brązowy medal na igrzyskach europejskich w Krakowie (2023).